# Божевільні (фільм, 1973)
Божевільні (англ. The Crazies) — американський фільм жахів 1973 року.

## Сюжет
Біля американського містечка падає літак, на якому знаходиться надзвичайно небезпечний вірус, розроблений військовими. Вірус потрапляє у водну систему міста і люди один за іншим заражаються. Відбувається епідемія божевілля, люди починають нападати один на одного. Військові оперативно замикають місто на карантин. У місто прибуває професор, що розробив вірус, з метою створення вакцини.

## У ролях
| Актор              | Роль             |
| ------------------ | ---------------- |
| Лейн Керролл       | Джуді            |
| Вілл Макміллан     | Девід            |
| Гарольд Вейн Джонс | Кленк            |
| Ллойд Голлар       | полковник Пеккем |
| Лінн Лоурі         | Кеті             |
| Річард Ліберті     | Арті             |
| Річард Франс       | доктор Вотс      |
| Гаррі Спиллман     | майор Райдер     |
| Вілл Дісней        | доктор Брукмайр  |
| Едіт Белл          | технік           |
| Білл Тангерст      | Брубейкер        |
| Леланд Старнс      | Шелбі            |
| А.К. МакДональд    | генерал Боуен    |